# Octavius Catto
Octavius Catto (Charleston, 22 febbraio 1839 – Filadelfia, 10 ottobre 1871) è stato un letterato, insegnante, attivista per i diritti civili statunitense. Divenne preside degli studenti maschi presso l'Institute for Coloured Youth, dove aveva anche studiato. Nato libero a Charleston, nella Carolina del Sud, in un'importante famiglia di razza mista, si trasferì a nord da ragazzo con la sua famiglia. Dopo aver completato gli studi, ha iniziato a insegnare e ad essere attivo nel campo dei diritti civili. Divenne noto anche come uno dei migliori giocatori di cricket e baseball nella Filadelfia, in Pennsylvania, del XIX secolo. Repubblicano, è stato ucciso a colpi di arma da fuoco nel giorno delle elezioni a Filadelfia, dove l'etnia irlandese del Partito Democratico, che era contro la ricostruzione e si era opposta al suffragio nero, ha attaccato gli uomini di colore per impedire il loro voto.

## Primi anni di vita
Octavius Valentine Catto nacque libero. Sua madre Sarah Isabella Cain era un membro libero dell'importante società multietnica della città, la famiglia DeReef, che era libera da decenni e apparteneva alla Brown Fellowship Society, un segno del loro status. Suo padre, William T. Catto, era stato uno stilista schiavo nella Carolina del Sud, che aveva ottenuto la libertà. Fu ordinato ministro Presbiteriano prima di portare la sua famiglia a nord, inizialmente a Baltimora e poi a Filadelfia, dove si stabilirono nello Stato libero della Pennsylvania. Lo Stato aveva gradualmente abolito la schiavitù, iniziando prima della fine della Guerra rivoluzionaria americana.
William T. Catto è stato un membro fondatore del Banneker Institute di Filadelfia, una società intellettuale e letteraria afroamericana. Ha scritto “A Semi-Centenary Discourse”, una storia della Prima Chiesa Presbiteriana Africana di Filadelfia.

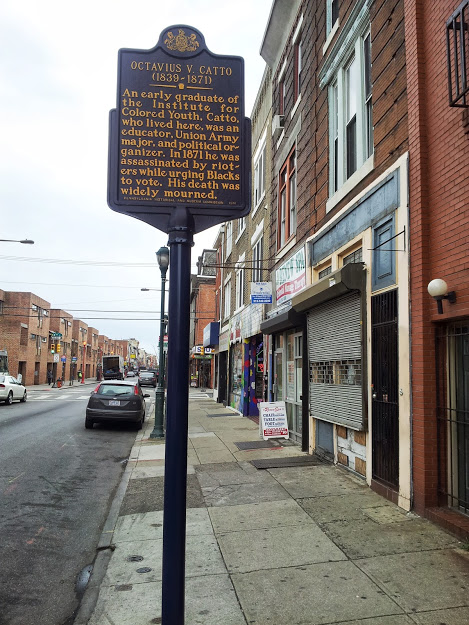
812 South Street, Filadelfia (aprile 2013)

Catto iniziò la sua istruzione presso la Vaux Primary School e poi la Lombard Grammar School, istituzioni specificamente destinate all'educazione degli afroamericani, a Filadelfia. Nel 1853 entrò nella Allentown Academy di Allentown, New Jersey, situata al di là del Fiume Delaware e 40 miglia a nord. Nel 1854, quando la sua famiglia tornò a Filadelfia, divenne uno studente dell'Institute for Colored Youth (ICY) di quella città. Gestito dalla Società degli Amici (Quaccheri), il curriculum dell'ICY comprendeva lo studio classico del latino, del greco, della geometria e della trigonometria.
Mentre era uno studente dell'ICY, Catto presentò delle relazioni e partecipò a discussioni accademiche presso “una società di istruzione per giovani uomini”. Guidati dal compagno di studi dell'ICY Jacob C. White Jr, si incontravano settimanalmente all'ICY. Catto si diplomò all'ICY nel 1858, ottenendo l'elogio del preside Ebenezer Bassett per “l'eccezionale lavoro di studio, la grande energia e la perseveranza nelle questioni scolastiche”. Seguì un anno di studi post-laurea, comprese lezioni private di greco e latino, a Washington.

## Attivismo e influenza
Nel 1859 tornò a Filadelfia, dove fu eletto membro effettivo e segretario di registrazione dell'Istituto Banneker. Fu anche assunto come insegnante di inglese e matematica presso l'ICY.

Il 10 maggio 1864 tenne il discorso di inizio anno dell'ICY, che fornì una sinossi storica della scuola. Inoltre, il discorso di Catto toccò la questione della potenziale mancanza di sensibilità degli insegnanti bianchi verso le esigenze e gli interessi degli studenti afroamericani:
È quantomeno ingiusto permettere che un pregiudizio cieco e ignorante trascuri così tanto la scelta dei genitori e la volontà dei contribuenti di colore, da scegliere insegnanti bianchi per i bambini di colore, la cui intelligenza e successo, misurati dai frutti del loro lavoro, non potrebbero né ottenere né assicurare loro posizioni che, come sappiamo, sarebbero più congeniali ai loro gusti.
Catto parlava anche della Guerra Civile, allora in corso. Credeva che il governo degli Stati Uniti dovesse evolversi a più riprese per poter cambiare. Capì che il cambiamento doveva avvenire non necessariamente a beneficio degli afroamericani, ma piuttosto per il benessere politico e industriale dell'America. Questo sarebbe stato un vantaggio reciproco per tutti gli americani.
... È allo scopo di promuovere, per quanto possibile, la preparazione dell'uomo di colore all'assunzione di queste nuove relazioni con intelligenza e con la conoscenza che promette il successo, che l'Istituto si sente chiamato in questo momento ad agire con più energia e su una portata più ampia di quanto sia stato richiesto in precedenza.
Il 2 gennaio 1865, in occasione di una riunione presso la National Hall di Filadelfia per celebrare il secondo anniversario del proclama di emancipazione, Catto "tenne un discorso molto efficace, che fece onore alla mente e al cuore dell'oratore".
Nel 1869 Bassett lasciò l'ICY quando fu nominato ambasciatore ad Haiti. Catto fece pressioni per succedere a Bassett come preside; tuttavia il consiglio dell'ICY scelse la collega insegnante di Catto, Fanny Jackson Coppin, come direttrice della scuola. Catto fu eletto come preside del dipartimento maschile dell'ICY. Nel 1870 Catto entrò a far parte del Franklin Institute, un centro per la scienza e l'istruzione i cui leader bianchi sostennero l'adesione di Catto nonostante la sua razza, a fronte di una certa opposizione. Catto fu direttore e insegnante dell'ICY fino alla sua morte, avvenuta nel 1871. Il suo successore nella posizione fu Richard Theodore Greener.

## Attivista per la parità dei diritti
La Guerra Civile aumentò l'attivismo di Catto per l'abolizione e la parità di diritti. Si unì a Frederick Douglass e ad altri leader neri per formare un Comitato di reclutamento per arruolare uomini neri che combattessero per l'Unione e l'emancipazione. Dopo l'invasione confederata della Pennsylvania nel 1863, Catto aiutò a raccogliere una compagnia di volontari neri per la difesa dello Stato; il loro aiuto, tuttavia, fu rifiutato dallo staff del Maggiore Generale Darius N. Couch, in quanto gli uomini non erano autorizzati a combattere. Couch fu poi rimproverato dal Segretario alla Guerra degli Stati Uniti d'America Edwin M. Stanton, ma non prima che gli aspiranti soldati fossero tornati a Filadelfia. Agendo con Douglass e la Union League, Catto aiutò a creare undici reggimenti di truppe di colore degli Stati Uniti nell'area di Filadelfia. Questi uomini vennero inviati al fronte e molti videro l'azione. Catto fu nominato maggiore dell'esercito, ma non entrò mai in azione.

Venerdì 21 aprile 1865, presso la State House (Independence Hall) di Filadelfia, Catto presentò la bandiera del reggimento al Tenente Colonnello Trippe, comandante delle 24esime Truppe Colorate degli Stati Uniti. Un resoconto del discorso di presentazione di Catto fu riportato il giorno seguente nel The Christian Recorder:

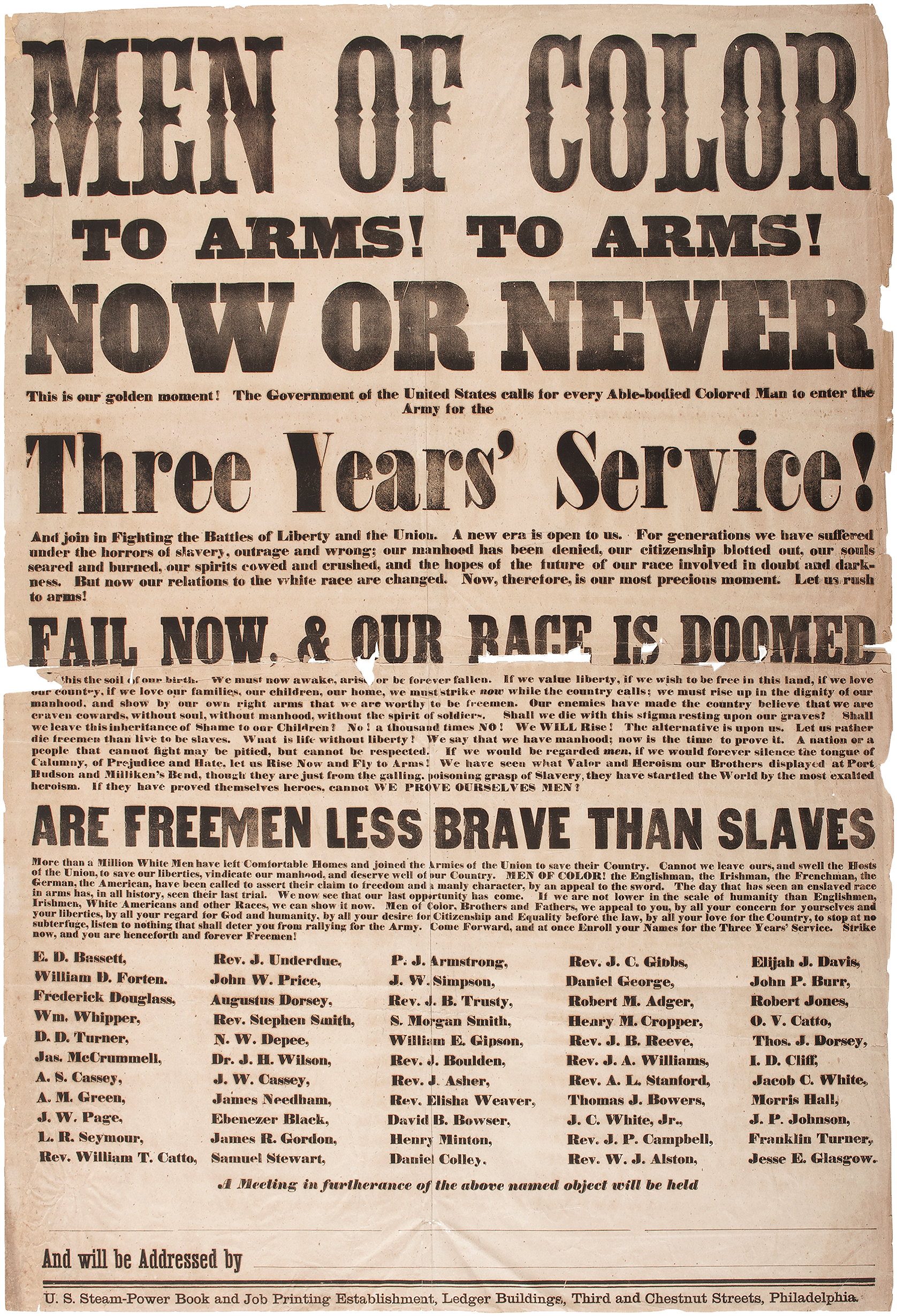
1863 Broadside che elenca Catto come oratore che chiama gli uomini di colore alle armi.

L'oratore ha poi reso omaggio ai duecentomila neri che, nonostante l'omertà e la vecchia piaga del pregiudizio, hanno combattuto nobilmente le nostre battaglie, confidando in un Paese redento per il pieno riconoscimento della loro virilità in futuro. A suo avviso, nel piano di ricostruzione, non si poteva fare a meno dei voti dei neri. Erano gli unici amici incondizionati dell 'Unione nel Sud. Nell'impressionante linguaggio scritto su questa bandiera, “Che i soldati in guerra siano cittadini in pace”, la politica delle banche potrebbe piantare il seme di un'altra rivoluzione. I nostri statisti dovranno fare attenzione a non dimostrarsi così bravi e saggi sotto le seduzioni di una pace mite, come lo sono stati in passato, tra i tumulti di una guerra funesta. Il merito dovrebbe essere riconosciuto anche al soldato nero e dovrebbe essere aperta la strada alla sua promozione. De Tocqueville profetizzò che se mai l'America avesse avuto una rivoluzione, questa sarebbe stata causata dalla presenza della razza nera e che sarebbe derivata dall'ineguaglianza della loro condizione. Questo fu confermato. Ma c'è un'altra faccia della medaglia e, sebbene abbia ritenuto suo dovere portare queste cose a conoscenza del pubblico, ci sono motivi di interesse fondati sulla nostra fede nell'onore della nazione, per agire in questa lotta. La libertà è progredita dopo lo scontro a fuoco di Sumter; e da quando il Genio della Libertà ha diretto la guerra, siamo passati di vittoria in vittoria. Soldati! Accettate questa bandiera a nome dei cittadini di Filadelfia. Conosco troppo bene il coraggio del vostro pascolo, perché non lo disonoriate. Tenete davanti agli occhi le nobili gesta dei vostri compagni a Port Hudson, Fort Wagner e in altri campi storici. Non abbandonateli. Accetti, Colonnello, questa bandiera a nome del reggimento e che Dio benedica lei e loro. Christian Recorder, 22 aprile 1865
Nel novembre del 1864 Catto fu eletto segretario di corrispondenza della Pennsylvania Equal Rights League. Ricoprì anche la carica di vicepresidente della Convenzione di Stato delle persone di colore tenutasi ad Harrisburg, in Pennsylvania, nel febbraio 1865, Liberator 3 marzo 1865: 35.
Catto si batté per la desegregazione del sistema di tram di Filadelfia, insieme alla sua fidanzata Caroline LeCount e all'abolizionista William Still. Il numero del 18 maggio 1865 del New York Times pubblicò un articolo in cui si parlava delle tattiche di disobbedienza civile adottate da Catto nella sua lotta per i diritti civili:
Ieri sera un uomo di colore è salito su un vagone passeggeri di Pine-street e ha respinto tutte le richieste di lasciare il vagone, dove la sua presenza sembrava non essere desiderata.

Il conducente del vagone, temendo di essere multato per averlo espulso, come è già stato fatto dai giudici di uno dei nostri tribunali in un caso simile, ha fatto uscire il vagone dai binari, ha staccato i cavalli e ha lasciato l'uomo di colore a occupare il vagone da solo.

L'uomo di colore mantiene ancora saldamente la sua posizione nel vagone, avendoci passato tutta la notte.

Il capotreno considera il suo ruolo nella vicenda come una splendida strategia.

La questione crea un certo scalpore nel quartiere in cui si trova il vagone, e folle di simpatizzanti si accalcano intorno all'uomo di colore.»
(The New York Times, 18 maggio 1865, p. 5)

Giovedì 21 giugno 1866, nella Sansom Street Hall, si è tenuto un incontro della Union League di Filadelfia per protestare e denunciare l'espulsione forzata di alcune donne nere dai tram di Filadelfia. Durante l'incontro, Catto presentò le seguenti risoluzioni:
Deliberato che protestiamo vivamente e unitariamente contro la proibizione che ci esclude dai vagoni della città, come un oltraggio alla civiltà illuminata dell'epoca.
Deliberato che non riusciamo a trovare alcuna ragione basata sul buon senso o sulla giustizia comune per la continuazione di una pratica che da tempo ha smesso di disonorare le democratiche New York, Washington, St. Louis, Harrisburg e altre città, le cui promesse di fedeltà ai principi di libertà civile non sono state così frequenti come quelle della nostra città.
Deliberato che, con sentimenti di dolore più che di orgoglio, ricordiamo ai nostri concittadini bianchi la palese incoerenza e la palese ingiustizia di costringere donne delicate e bambini innocenti, per opera di conducenti e autisti poco gentili e privi di principi, a occupare posti sul marciapiede anteriore, sottoponendo alla tempesta e alla pioggia, al freddo e al caldo, i parenti di dodicimila soldati di colore, i cui servizi sono stati accettati volentieri da questi stessi cittadini quando la nazione si trovava nel momento di difficoltà e sono stati seriamente pregati, sotto la minaccia di prelievi imparziali, di riempire i ranghi esauriti dell'esercito dell'Unione.
Risoluto: “Finché gli uomini e le donne di una comunità cristiana resteranno impassibili e in silenzio, vedendo donne barbaramente gettate dai vagoni, e finché i nostri tribunali di giustizia non ci concederanno un risarcimento per gli atti commessi in violazione dei privilegi delle compagnie ferroviarie, non potremo mai riposare a nostro agio, ma ci attiveremo e lavoreremo, con i nostri mezzi e la nostra influenza, in tribunale e fuori, chiedendo l'aiuto della stampa, invitando i cristiani a difendere la loro cristianità e i membri della legge ad affermare i principi della professione garantendoci giustizia e diritto, fino a quando questi usi ingiusti e iniqui non saranno cessati.
Decidiamo di impegnarci solennemente ad assistere con i nostri mezzi qualsiasi causa intentata contro gli autori di oltraggi come quelli che hanno portato alla convocazione di questo incontro; e invitiamo rispettosamente i nostri concittadini bianchi, di mentalità liberale e amichevole, a cessare di rimanere testimoni silenziosi del danno di cui ci lamentiamo, e a dimostrare la sincerità delle loro professioni con un intervento a nostro favore. (Brown 1866)
In seguito, grazie all'aiuto dei membri del Congresso Thaddeus Stevens e William D. Kelley, Catto fu determinante per l'approvazione di una legge della Pennsylvania che proibiva la segregazione sui sistemi di trasporto dello stato. La pubblicità della multa inflitta a un controllore che si era rifiutato di far salire la fidanzata di Catto su un tram di Filadelfia contribuì all'avere stabilito la nuova legge nella pratica.
La crociata di Catto per l'uguaglianza dei diritti si concluse nel marzo del 1869, quando la Pennsylvania votò per la ratifica del 15° emendamento, che proibiva la discriminazione dei cittadini nella registrazione e nel voto in base alla razza, al colore della pelle o alla condizione precedente; in effetti, garantiva il suffragio agli uomini di colore (all'epoca non c'erano donne con diritto di voto). Fu pienamente ratificato nel 1870.

## Sportivo
Catto fu attivo non solo nelle arene pubbliche dell'istruzione e della parità di diritti, ma anche sul campo sportivo. Come molti altri giovani di Filadelfia, sia bianchi che neri, Catto iniziò a giocare a cricket mentre era a scuola, come da tradizione britannica. In seguito si avvicinò allo sport americano del baseball. Dopo la Guerra Civile, contribuì ad avere stabilito a Filadelfia un importante centro di quella che divenne la Negro League Baseball. Insieme a Jacob C. White, Jr. gestì il Pythian Base Ball Club di Filadelfia. I Pythians ebbero una stagione imbattuta nel 1867.
Dopo la stagione del 1867 Catto, con il sostegno dei giocatori del White Athletic Base Ball Club, chiese l'ammissione dei Pythians alla neonata Pennsylvania Base Ball Association. Quando fu chiaro che avrebbero perso qualsiasi voto da parte dell'Associazione, ritirarono la domanda. Nel 1869 i Pythians sfidarono diverse squadre di baseball bianche di Filadelfia. L'Olympic Ball Club accettò la sfida. La prima partita tra squadre di baseball bianche e nere si svolse il 4 settembre 1869 e si concluse con la sconfitta dei Pythians per 44 a 23. (New York Times, 5 settembre 1869)

## Omicidio per strada

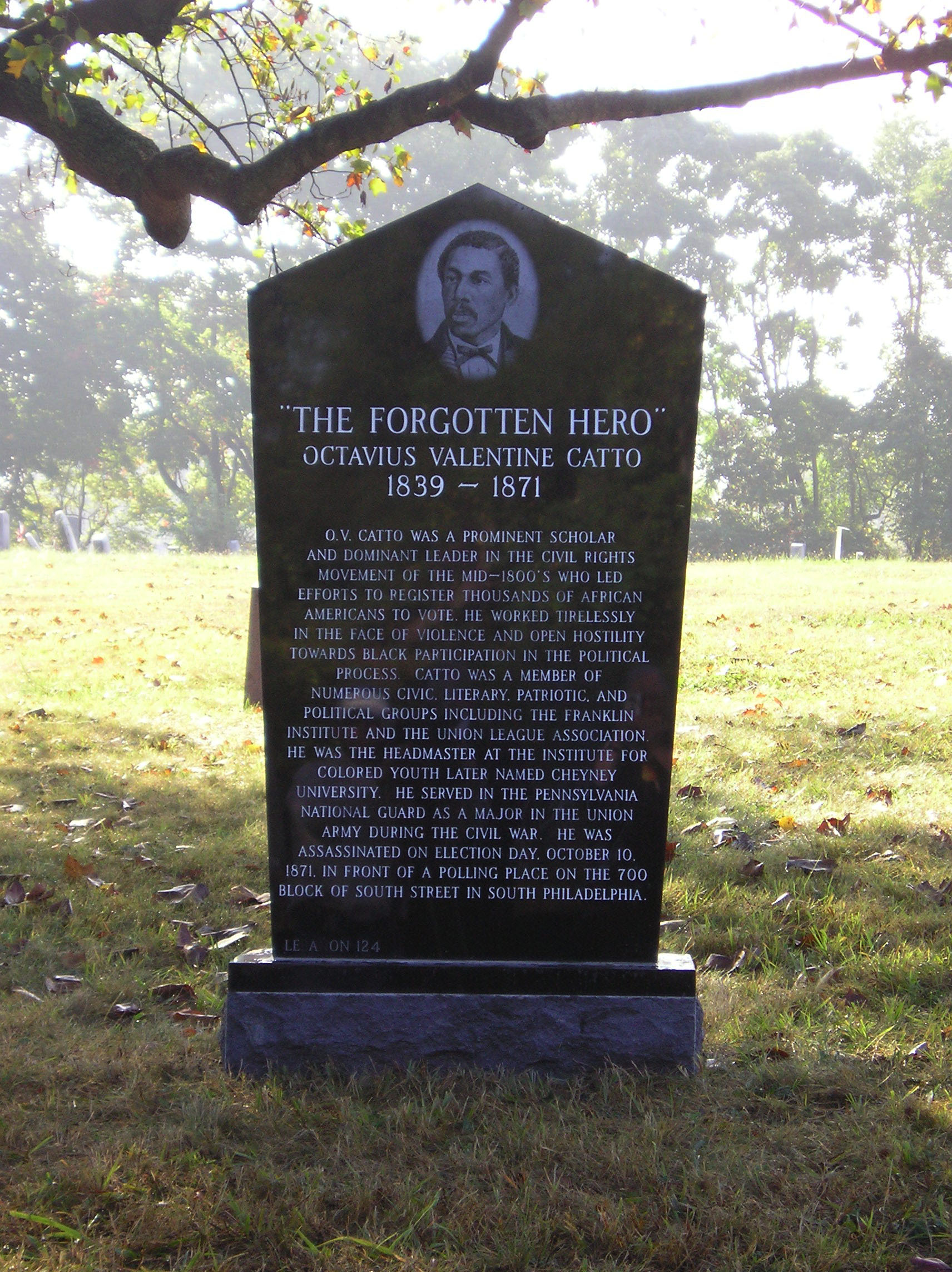
La tomba di Catto nel Cimitero di Eden a Collingdale, Pennsylvania

L'Election Day, il 10 ottobre 1871, Catto insegnava a Filadelfia. In città scoppiarono scontri tra elettori bianchi e neri, poiché le elezioni erano ad alta tensione e i partiti riflettevano l'opposizione razziale. Gli elettori neri, per lo più repubblicani, dovettero affrontare intimidazioni e violenze da parte degli elettori bianchi, soprattutto di etnia irlandese, che erano partigiani della macchina democratica della città. Gli immigrati irlandesi erano arrivati in città in gran numero durante e dopo la grande carestia irlandese degli anni '40 del XIX secolo; erano in competizione con i neri liberi per ottenere posti di lavoro e alloggi. La polizia cittadina fu chiamata a sedare la violenza. Al contrario, spesso essi stessi di etnia irlandese, esasperarono i problemi, usando il loro potere per impedire ai cittadini neri di votare. Il tenente Haggerty fu in seguito arrestato per aver incoraggiato la polizia sotto il suo comando a impedire agli afroamericani di votare.
Mentre si recava a votare, Catto fu molestato a più riprese dai bianchi. I rapporti della polizia indicano che aveva acquistato un revolver per proteggersi. All'incrocio tra la Nona e South Street, Catto fu avvicinato da Frank Kelly, un uomo di etnia irlandese, che gli sparò tre volte. Catto morì per le ferite riportate. L'inchiesta cittadina non fu in grado di stabilire se Catto avesse estratto la propria pistola. Kelly non fu condannato per aggressione o omicidio.
Il funerale militare di Catto al Cimitero di Lebanon a Passyunk fu particolarmente partecipato. L'omicidio di Catto, un leader importante, e la violenza durante le elezioni, insieme alla rinascita del Partito Democratico anti-Ricostruzione in città, segnarono l'inizio del declino della militanza nera nella Filadelfia del XIX secolo. In seguito, dopo la chiusura del cimitero, i resti di Catto furono reinterrati al Cimitero di Eden, a Collingdale, in Pennsylvania.

## Memoriale di O. V. Catto
Il 17 giugno 1878 R. W. Wallace, un biografo di Catto, scrisse al Christian Recorder, ponendo la questione del perché nessuno si prendesse cura della tomba di Catto:
Potete informarmi attraverso il vostro giornale, perché non ci si prende cura della tomba del Prof. O. V. Catto? Sono stato di recente al cimitero e sono rimasto sorpreso nel vedere le sue condizioni. Migliaia di persone mi hanno chiesto la stessa cosa e, quando sono costretto a dire che non c'è traccia di una lapide sulla sua tomba, mentre bianchi e neri sono pronti a dare una mano, la cosa non ci fa onore. Bisognerebbe fare il possibile per risolvere la questione. Credo che quasi tutti sarebbero disposti a dare qualcosa per ottenere una lapide. Sono l'editore della sua vita e sono pronto a parlare dell'interesse di tutte le classi di persone. (Wallace 1878)

Circa vent'anni dopo, il New York Times riportò la notizia:
Molti cittadini negri di Filadelfia stanno cercando di realizzare rapidamente un desiderio a lungo coltivato, quello di erigere un monumento al Prof. Octavius V. Catto, uno della loro razza, ucciso in una sommossa nel giorno delle elezioni in quella città ventisei anni fa. È stato a lungo insegnante dell'Istituto per la Gioventù di Colore e il progetto è quello di erigere un mausoleo e di affidare il lavoro, per quanto possibile, agli alunni della scuola. (NewYork Times, 12 novembre 1897, p. 6)

## Campagna commemorativa del XXI secolo
Nel 1995 è stata avviata una cerimonia annuale di commemorazione.
Il 14 giugno 2006 il Consiglio di Amministrazione dell'O. V. Catto Memorial annunciò l'inizio di una campagna di raccolta fondi da 1,5 milioni di dollari per erigere una statua commemorativa di Catto. La Abraham Lincoln Foundation apportò il primo contributo di 25.000 dollari. Il 10 ottobre 2007, in occasione del 136º anniversario della morte di Catto, l'Octavius V. Catto Memorial Fund costruì una lapide nel luogo di sepoltura di Catto al Cimitero di Eden a Collingdale, in Pennsylvania.
Il 26 luglio 2011, per commemorare la sua vita, la General Meade Society di Filadelfia ha partecipato a una cerimonia di deposizione di una corona di fiori tra la 6ª e Lombard Street a Filadelfia, in Pennsylvania. In quell'anno fu consegnato il primo premio OV Catto.
Per onorare l'uomo affettuosamente chiamato “il Martin Luther King del XIX secolo”, il 10 giugno 2016 il sindaco Jim Kenney ha annunciato che una nuova scultura in memoria di Catto e di altri leader sarebbe stata eretta fuori dal municipio di Filadelfia.
Il gruppo scultoreo, A Quest for Parity, che include una statua in bronzo di Catto di 12 piedi, è stato installato presso il Municipio di Filadelfia il 24 settembre 2017 e inaugurato il 26 settembre 2017. Lo scultore è Branly Cadet. Si tratta del primo monumento pubblico di Filadelfia che onora un afroamericano in particolare.

## Approfondimenti
- (EN) The Forgotten Hero, in National Public Radio.
- (EN) Octavius V. Catto, 1839–1871, in Research Resources in Philadelphia Collections, Philadelphia Area Consortium of Special Collections Libraries.
- (EN) Daniel R. Biddle, Murray Dubin, Tasting Freedom: Octavius Catto and the Battle for Equality in Civil War America, Temple University Press, 13 agosto 2010, ISBN 978-1592134656.
- (EN) Forging Citizenship and Opportunity - O.V. Catto's Legacy and America's Civil Rights History, su catto.ushistory.org.